# Anthon (Iowa)
Pour les articles homonymes, voir Anthon (homonymie).
Anthon est une ville, du comté de Woodbury en Iowa, aux États-Unis. Elle est fondée en 1888 et incorporée le 25 juillet 1890. Sa population en 2020 est de 545 habitants.

## Géographie
La ville se situe à proximité de la rivière Little Sioux, un affluent du Missouri. Elle appartient au comté de Woodbury, qui fait partie de la zone statistique métropolitaine de Sioux City.

## Personnalités liées à la ville
- Bernard Coyne, plus grand géant infantile eunuchoïde de tous les temps, est né et décédé à Anthon.
- Charles Osborne, vivant à Anthon, est enregistré dans le livre Guinness des records pour avoir eu le plus long hoquet du monde, d'une durée de 68 ans[4],[5].

## Source de la traduction
- (en) Cet article est partiellement ou en totalité issu de l’article de Wikipédia en anglais intitulé « Anthon, Iowa » (voir la liste des auteurs).